# Leusden

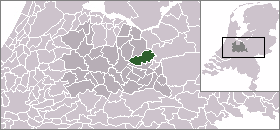
position i Utrecht

Leusden är en kommun i provinsen Utrecht i Nederländerna. Kommunens totala area är 58,94 km² (där 0,26 km² är vatten) och invånarantalet är på 28 976 invånare (2005).